# Warnow CV 5500
Die Schiffe des Typs WARNOW CV 5500 sind die größten Containerschiffe, die bisher auf einer deutschen Werft gebaut wurden. Aufgrund des vom Kunden gewünschten Zeitfensters und der den ostdeutschen Werften auferlegten EU-Kapazitätsbeschränkungen wurden diese Schiffe in der Kvaerner Warnow Werft und der Aker MTW Werft in Kooperation gebaut. Führende Werft dabei war die Kvaerner Warnow Werft. Auftraggeber war die Reederei P&O Nedlloyd.

## Kurzbeschreibung
Die Schiffe sind eine Eigenentwicklung der KWW. Sie bedeuteten damals den Durchbruch in den Bereich der Post-Panamax-Klasse für eine deutsche Werft. 
Die Schiffe des Typs Warnow CV 5500 sind 276 m lang, 40 m breit und verfügen über eine Containerkapazität von 5.248 TEU, sowie Anschlüsse für 500 Kühlcontainer. 
Die Schiffe wurden nach den Vorschriften der Klassifikationsgesellschaft Germanischer Lloyd und der See-BG ausgelegt und gebaut. Aufgrund der guten Erfahrungen mit dem ECDIS-Navigationssystem, das erstmals auf den Schiffen des Typs Warnow CV 2900mod zum Einsatz kam, wurden auch diese Schiffe damit ausgerüstet.  
Der in NSD-Lizenz  gebaute langsamlaufende Langhub-Dieselmotor vom Typ HHI - 10 RTA 96 C wurde von Hyundai Heavy Industries in Ulsan, Südkorea, geliefert.
Der Propeller ist ein 6-flügeliger Highskewpropeller und wurde ebenfalls vom Mecklenburger Metallguss Waren GmbH (MMG) geliefert.

## Die Schiffe
| Warnow CV 5500        | Warnow CV 5500   | Warnow CV 5500 | Warnow CV 5500                    | Warnow CV 5500 |
| Bauname               | Bauwerft Bau-Nr. | IMO-Nummer     | Kiellegung Stapellauf Ablieferung | Umbenennungen und Verbleib                                                                                                 |
| --------------------- | ---------------- | -------------- | --------------------------------- | --- |
| P&O Nedlloyd Tasman   | KWW 019          | 9189342        | - 13. Januar 2000                 | Nedlloyd Tasman (2006), Tasman (2013)                                                                                      |
| P&O Nedlloyd Hudson   | KWW 020          | 9189354        | - 5. Mai 2000                     | Nedlloyd Hudson (2006), Dimitris Y (2015), ZIM Europe (2021)                                                               |
| P&O Nedlloyd Barentsz | KWW 021          | 9189366        | - 15. September 2000              | Nedlloyd Barentsz (2005), Marco R (2015), SM Tacoma (2017), MSC Tavvishi (2020)                                            |
| P&O Nedlloyd Mercator | AMTW 001         | 9189495        | - 24. März 2000                   | Nedlloyd Mercator (2006), Fleur (2015). SM Vancouver (2017), Abbruch ab 16. Juli 2020 bei New Choice Enterprises in Gadani |
| P&O Nedlloyd Drake    | AMTW 002         | 9189500        | - 28. Juli 2000                   | Nedlloyd Drake (2006), Ian H (2015)                                                                                        |

## Schiffsbilder

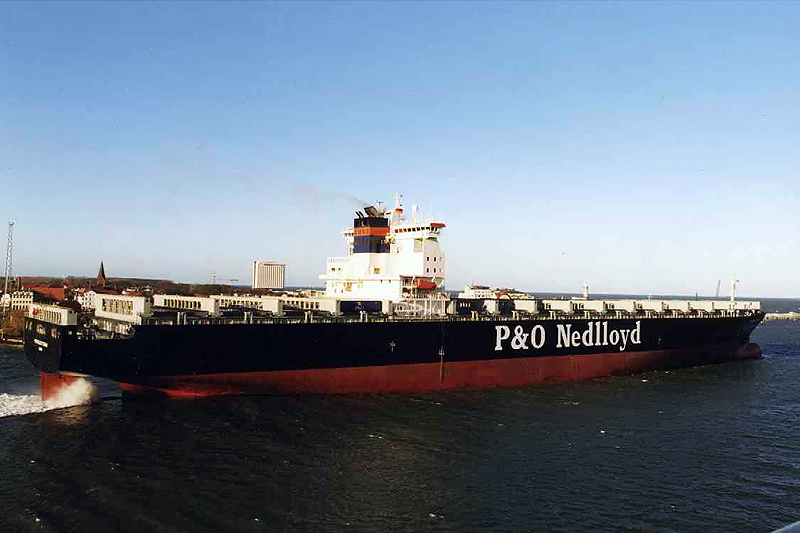
P&O Nedlloyd Tasman
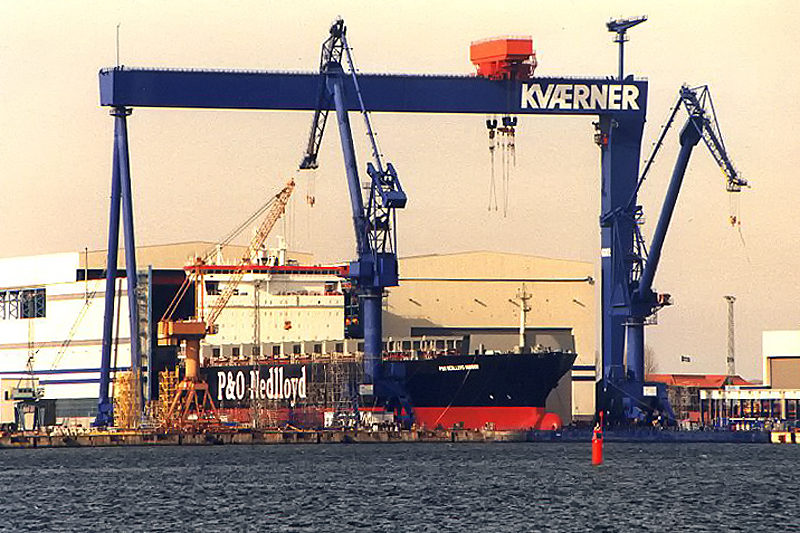
P&O Nedlloyd Hudson
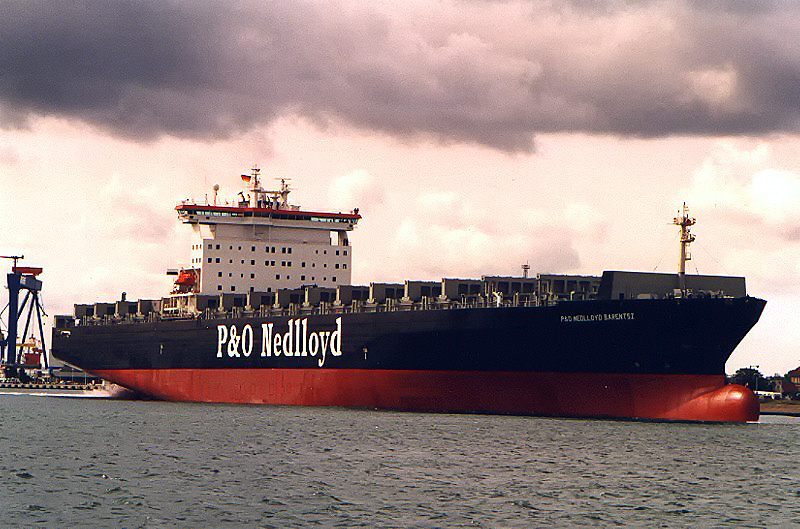
P&O Nedlloyd Barentz
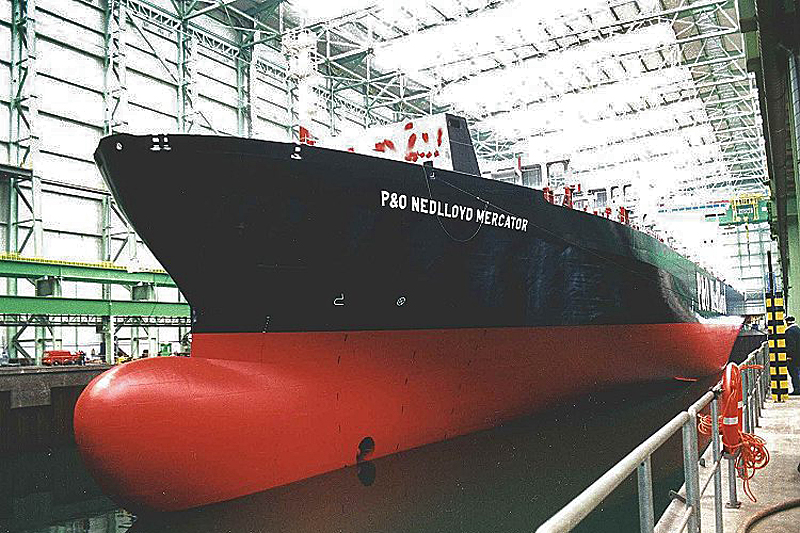
P&O Nedlloyd Mercator
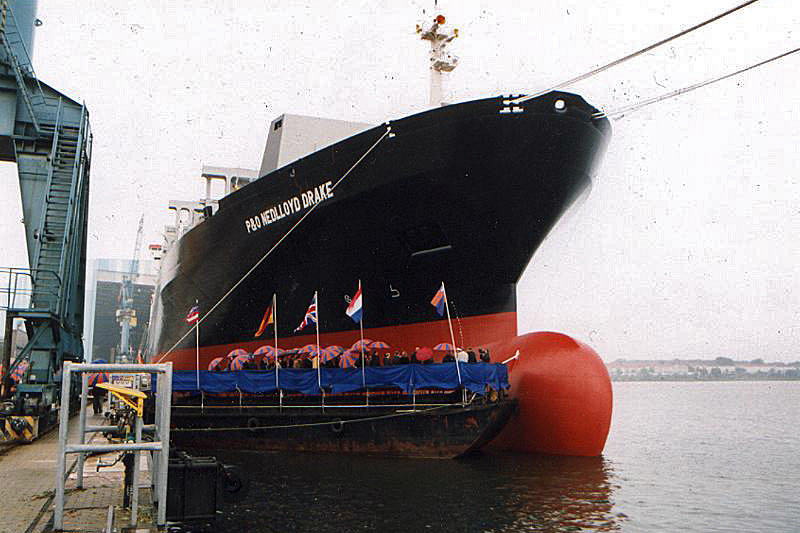
P&O Nedlloyd Drake